# Meczet Kasim-chana
Meczet Kasim-chana (ros. мечеть Касим-хана) – meczet w Kasimowie w Rosji z XV lub XVI wieku (minaret), odbudowany w 1786 roku, w latach 1938–2013 siedziba muzeum; drugi co do wieku meczet w Rosji.

## Historia
Wedle legendy meczet miał zbudować władca Kasim w XV wieku. Możliwe, że jego fundatorem był jednak chan Szach Ali w XVI wieku. Świątynia jest drugim najstarszym meczetem w Rosji po meczecie Dżuma w Derbencie (minaret pochodzi z XV lub XVI wieku). Budynek został zniszczony na rozkaz cara Piotra I Wielkiego (według legendy car wziął ten meczet za cerkiew i przeżegnał się przed nim); zachowano jedynie minaret. Meczet odbudowano w tym samym miejscu na pierwotnych fundamentach za czasów carycy Katarzyny II Wielkiej w 1768 roku. W 1834 lub 1835 roku do parterowego budynku dobudowano piętro.
Od 26 grudnia 1938 roku meczet był wykorzystywany jako siedziba lokalnego muzeum (Kasimowskij krajewiedczeskij muziej). W 2013 roku decyzją sądu obwodu riazańskiego budynek został przekazany Duchowej Administracji Muzułmanów Europejskiej Części Rosji. Oficjalne podpisanie aktów przekazania świątyni odbyło się 3 grudnia 2013 roku. Nabożeństwa w meczecie odbywają się tylko w najważniejsze muzułmańskie święta. Planowana jest renowacja świątyni na koszt Ministerstwa Kultury Rosji. Budynek jest wpisany do rejestru zabytków.

## Architektura
Meczet stanowi zabytek tatarskiej architektury sakralnej. Z pierwotnego murowanego meczetu zachował się wyłącznie kamienny dwupoziomowy minaret w postaci walca o masywnej podstawie, nakrytego stożkowatym dachem; na minarecie znajduje się taras widokowy. Po odbudowie wzniesiono kamienną parterową świątynię nakrytą dachem czterospadowym. Obecny budynek jest jednopiętrowy, wzniesiony z kamienia w stylu klasycystycznym, nakryty kopułą. Nad drzwiami wejściowymi znajduje się inskrypcja w języku starotatarskim dotycząca budowy meczetu w 1768 roku. Wnętrze zostało udekorowane marmurowymi elementami.

## Galeria

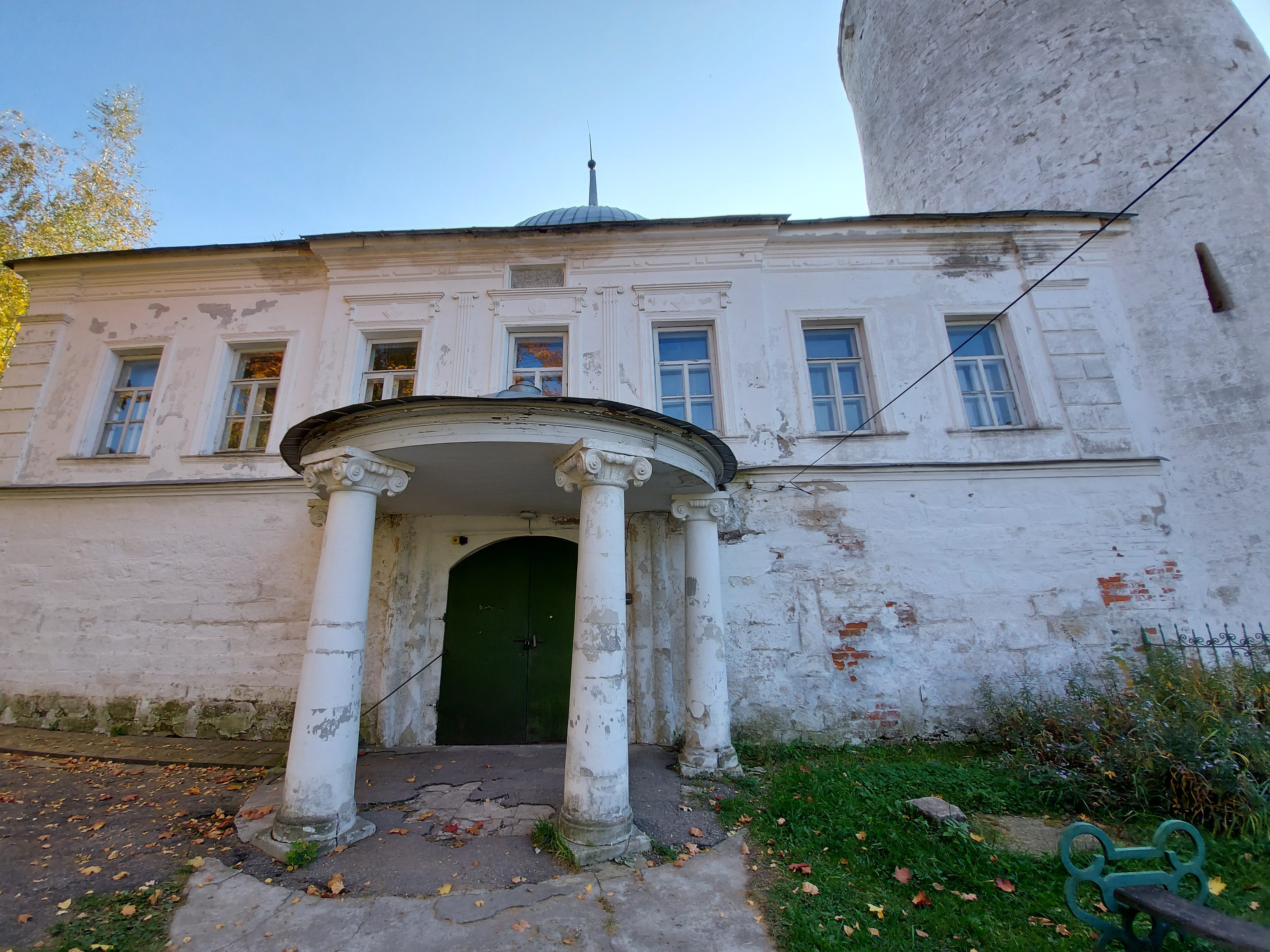
Wejście główne (2020)
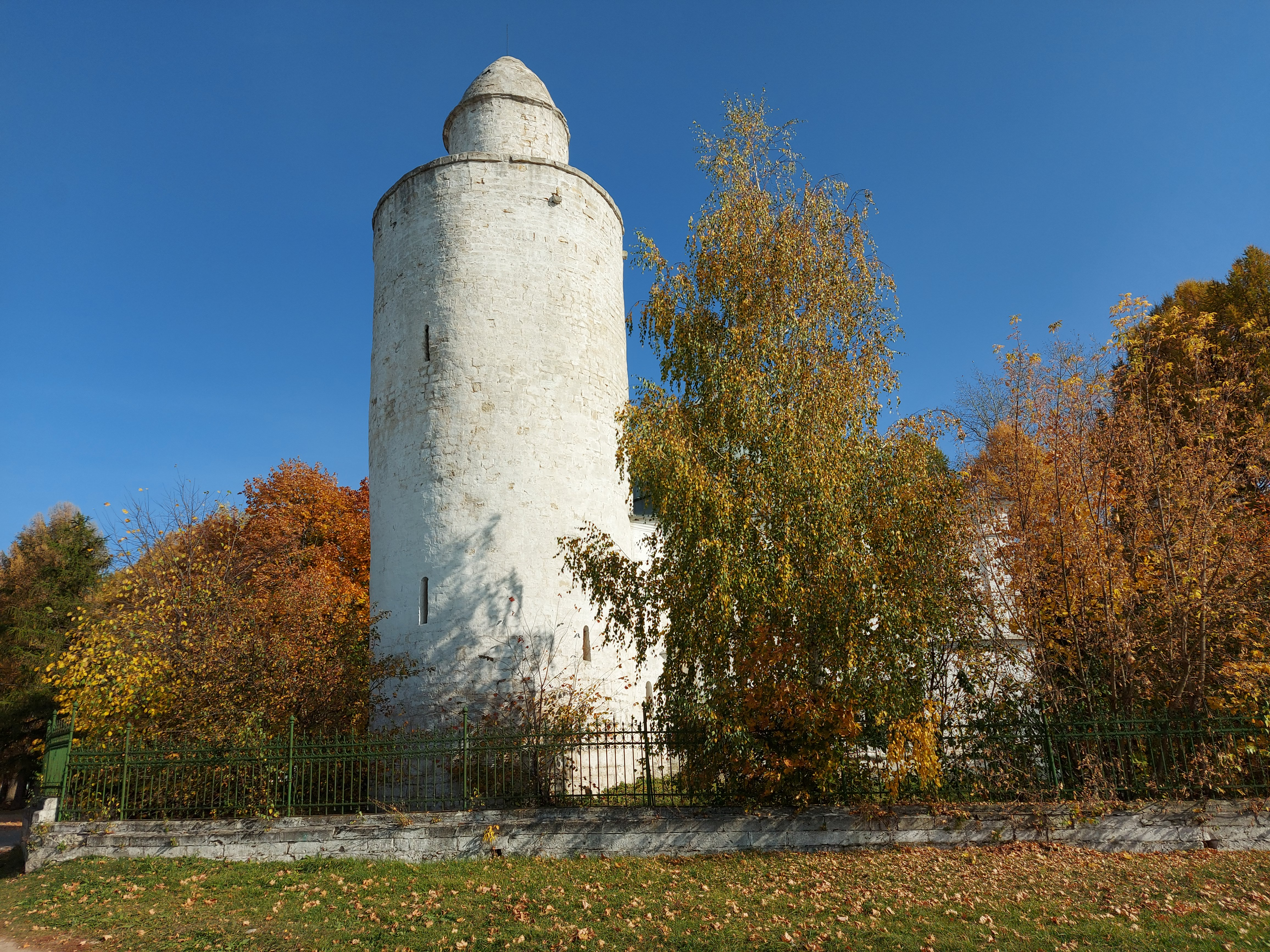
Minaret (2020)
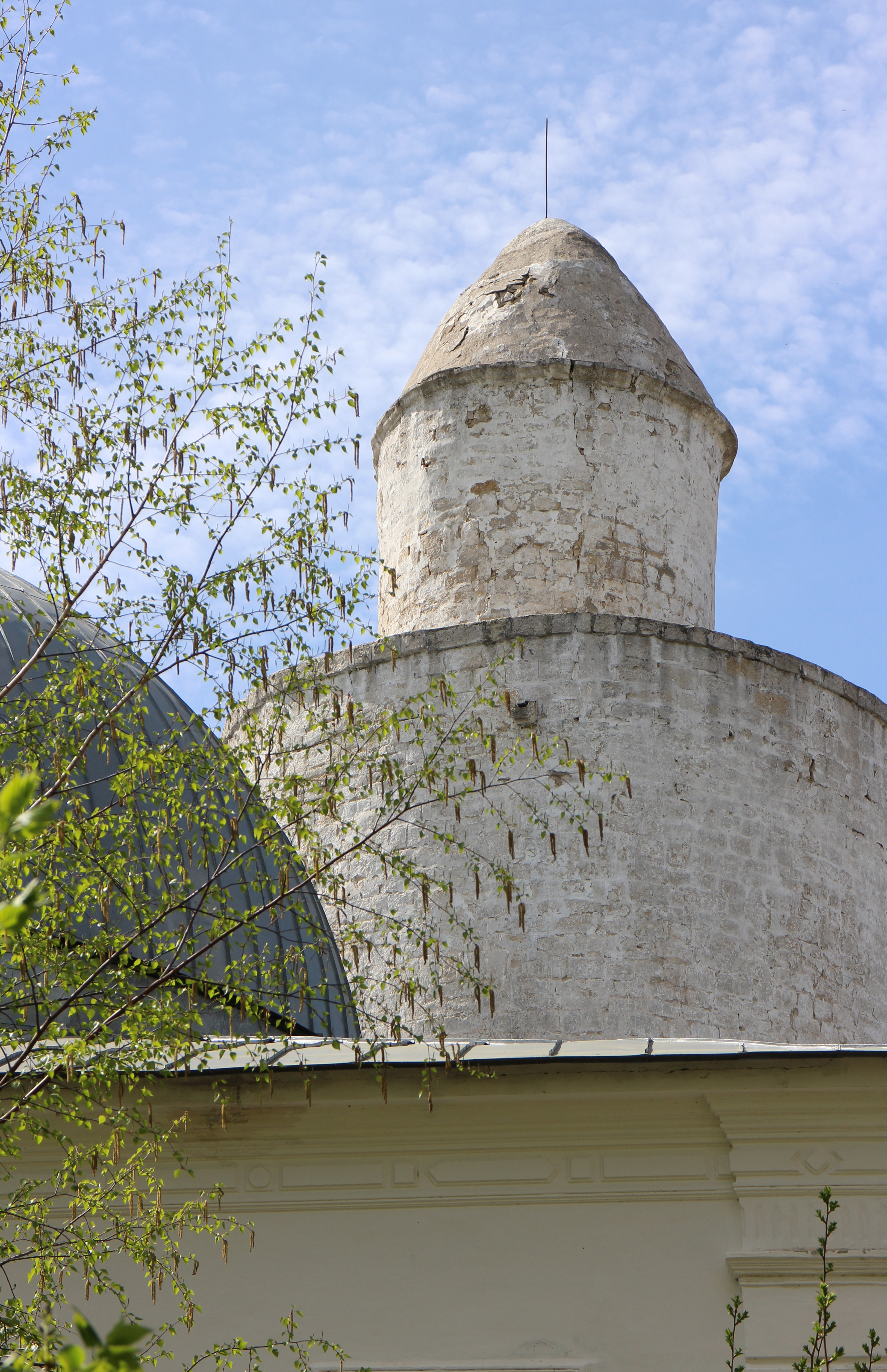
Zwieńczenie minaretu (2014)
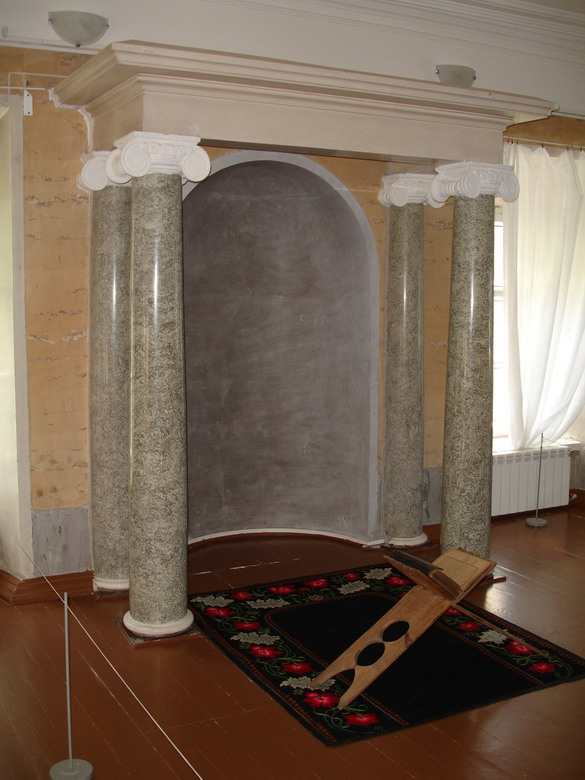
Mihrab (2006)
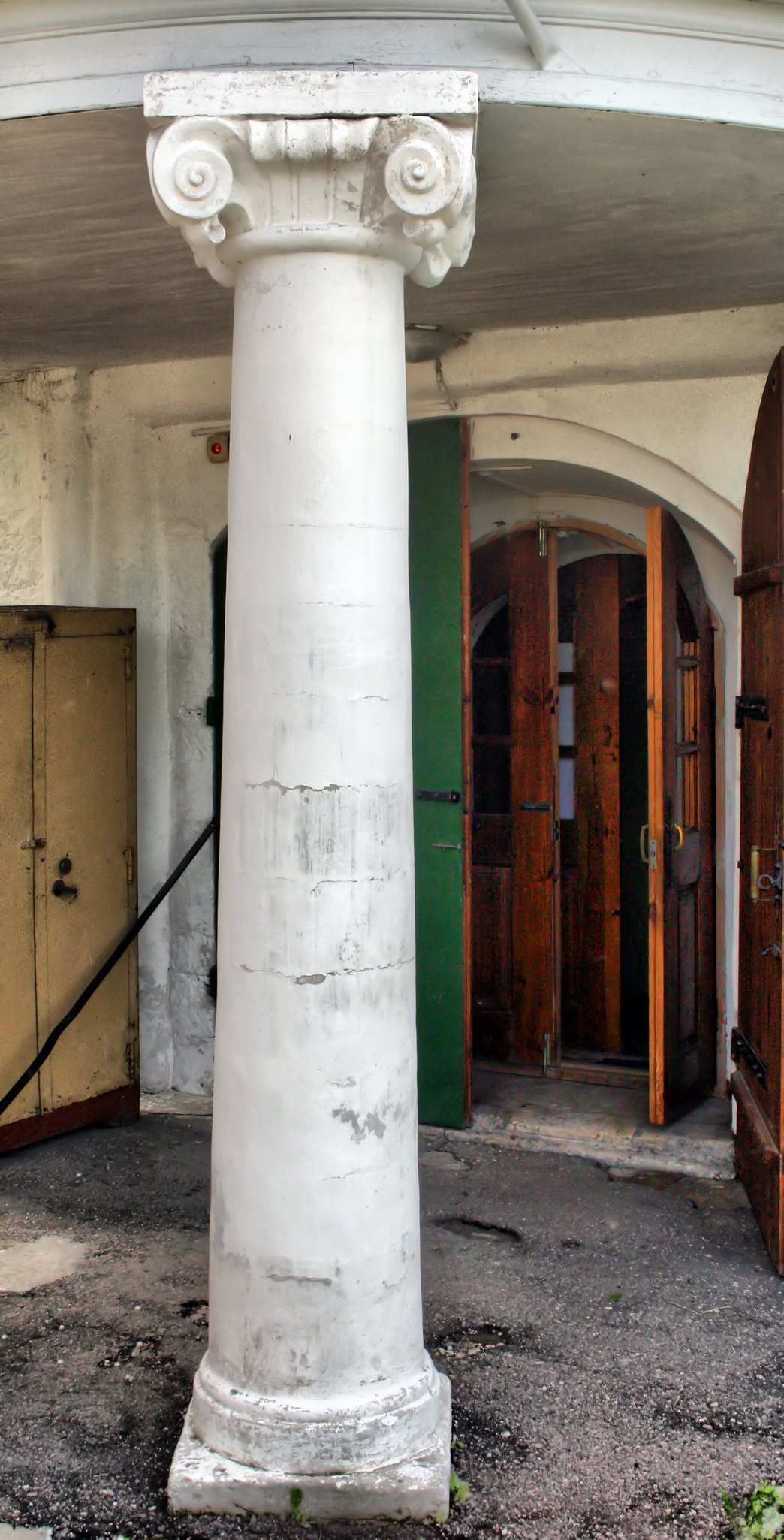
Kolumna wewnątrz (2009)